# Gallipoli (Italië)
Gallipoli is een Italiaanse stad in de regio Apulië, in de provincie Lecce. De stad is van Griekse oorsprong. De huidige naam is afgeleid van het Griekse Kalepolis, hetgeen mooie stad betekent. Gallipoli ligt op een schiereiland dat in de Ionische Zee steekt. De stad is voor een grotendeels afhankelijk van de visserij en het toerisme.
De stad heeft nog steeds een Griekse uitstraling vanwege de wit gepleisterde huizen met platte daken. Enkele kerken zijn de kathedraal en de Santa Maria della Purità.

## LGBT-cultuur
Rond Gallipoli heeft zich een verfijnde homoscene ontwikkeld, vaak "Gay-lipoli" genoemd.  De stad is vooral bekend als bestemming voor de Italiaanse homobevolking en is uitgegroeid tot "Italië's gay zomerparadijs". Een bruisend nachtleven betekent dat Gallipoli tijdens de zomermaanden een internationaal homopubliek trekt, waarbij bezoekers ook worden aangetrokken door de nabijgelegen naturistenstranden en de populaire lido's in Baia Verde.

## Foto's

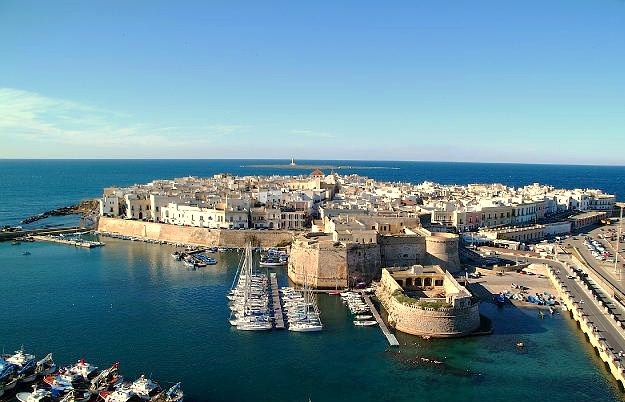
Oude stad
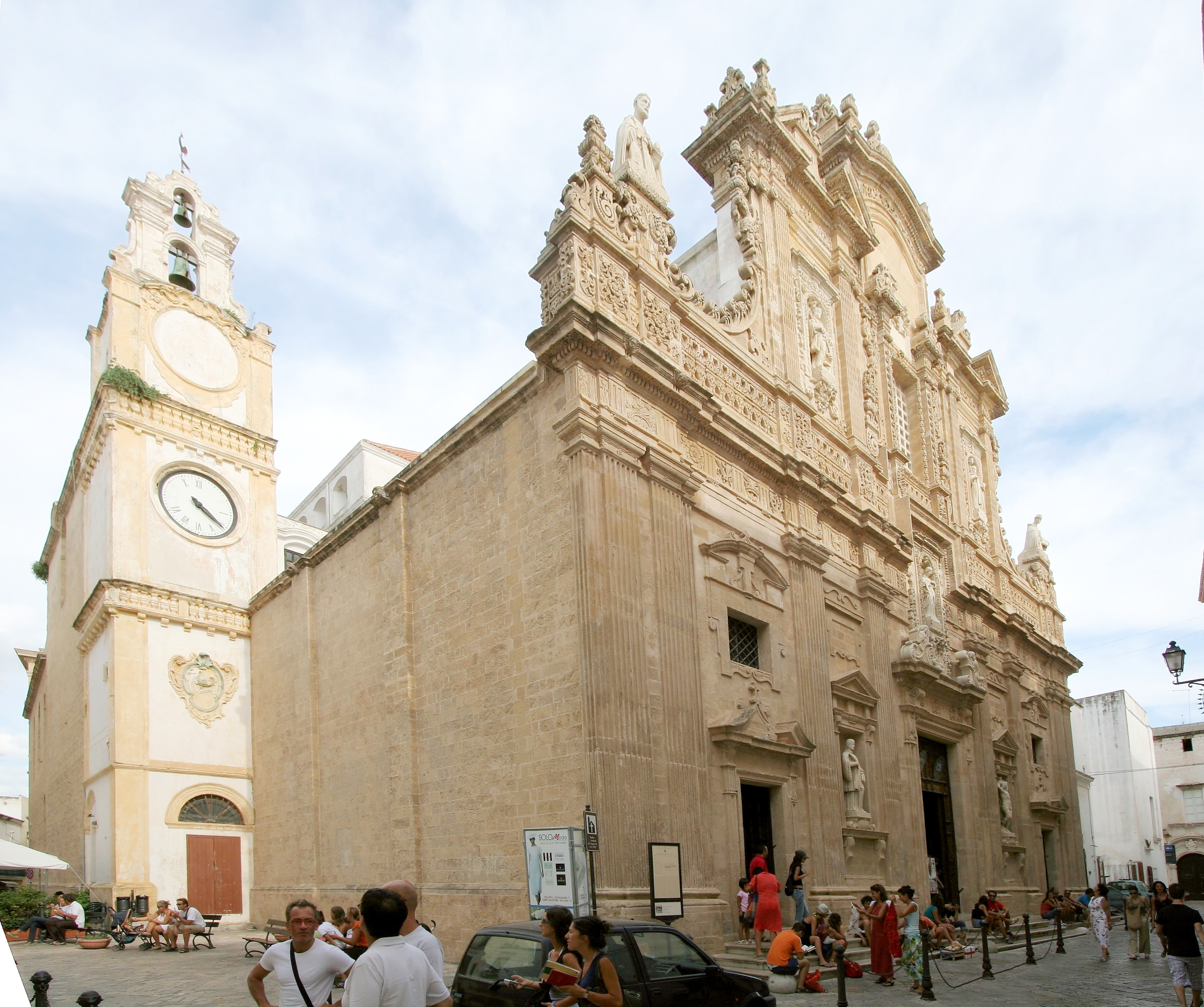
Kathedraal
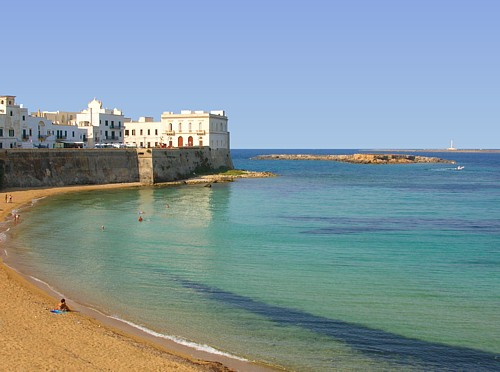
Strand van Gallipoli
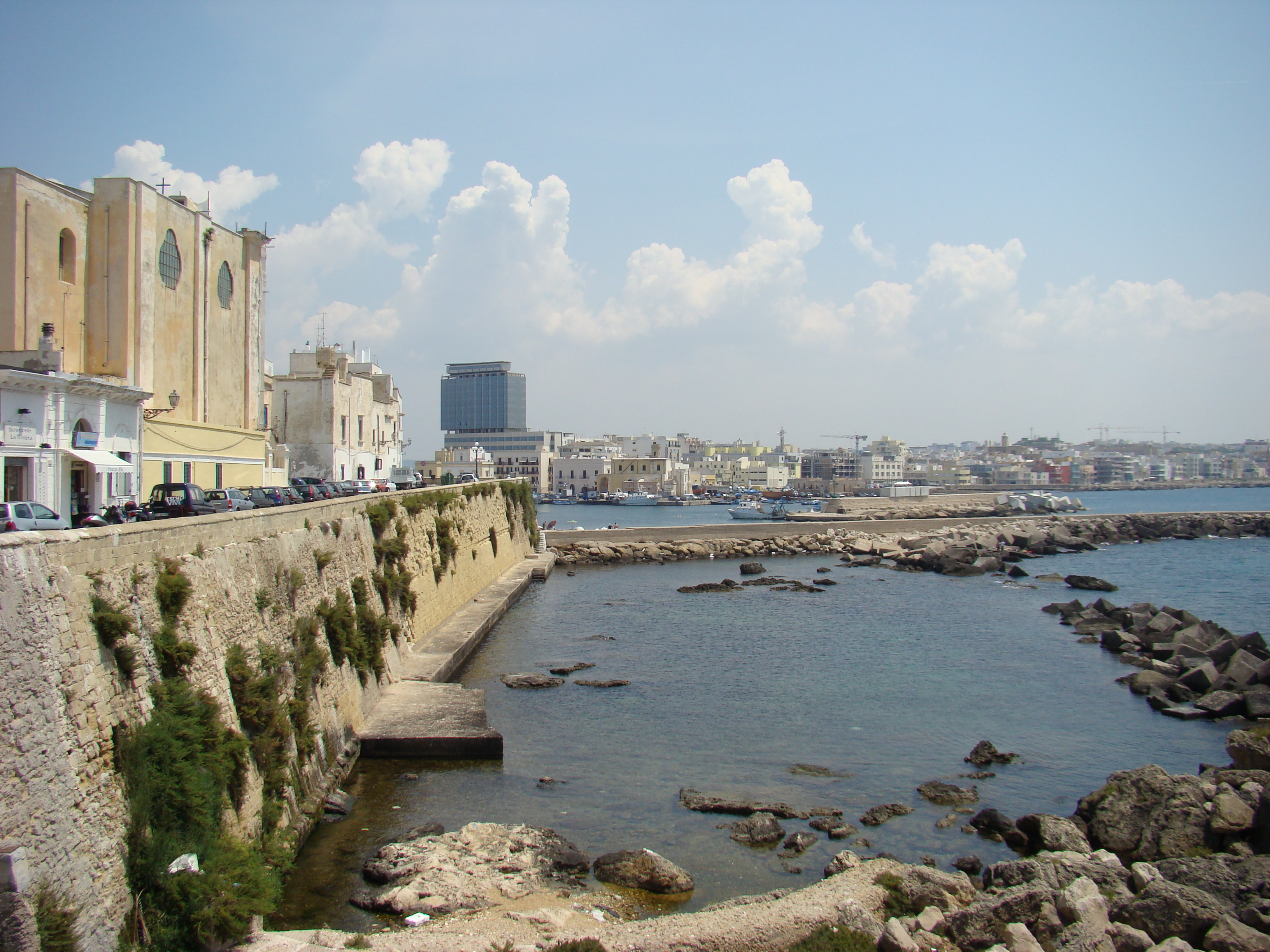
Blik richting nieuwe stad

## Geboren
- Vespasiano Genuino (1552-1637), beeldhouwer
- Emanuele Barba (1819-1887), leraar, medicus, wethouder, schrijver en tegenstander van het Huis Bourbon in het koninkrijk der Beide Siciliën
- Leonida Tonelli (1885-1946), wiskundige

Acquarica del Capo · Alessano · Alezio · Alliste · Andrano · Aradeo · Arnesano · Bagnolo del Salento · Botrugno · Calimera · Campi Salentina · Cannole · Caprarica di Lecce · Carmiano · Carpignano Salentino · Casarano · Castri di Lecce · Castrignano de' Greci · Castrignano del Capo · Castro · Cavallino · Collepasso · Copertino · Corigliano d'Otranto · Corsano · Cursi · Cutrofiano · Diso · Gagliano del Capo · Galatina · Galatone · Gallipoli · Giuggianello · Giurdignano · Guagnano · Lecce · Lequile · Leverano · Lizzanello · Maglie · Martano · Martignano · Matino · Melendugno · Melissano · Melpignano · Miggiano · Minervino di Lecce · Monteroni di Lecce · Montesano Salentino · Morciano di Leuca · Muro Leccese · Nardò · Neviano · Nociglia · Novoli · Ortelle · Otranto · Palmariggi · Parabita · Patù · Poggiardo · Porto Cesareo · Presicce · Racale · Ruffano · Salice Salentino · Salve · San Cassiano · San Cesario di Lecce · San Donato di Lecce · San Pietro in Lama · Sanarica · Sannicola · Santa Cesarea Terme · Scorrano · Seclì · Sogliano Cavour · Soleto · Specchia · Spongano · Squinzano · Sternatia · Supersano · Surano · Surbo · Taurisano · Taviano · Tiggiano · Trepuzzi · Tricase · Tuglie · Ugento · Uggiano la Chiesa · Veglie · Vernole · Zollino